# FS Sestrese Calcio 1919
FS Sestrese Calcio 1919 is een Italiaanse voetbalclub uit Sestri Ponente (Genua) die anno 2008 speelt in de Serie D/A. De club werd opgericht in 1919 en de officiële clubkleuren zijn groen en wit. Sestrese speelde voor het laatst in de Serie B in 1947.